# Zwarte school
De termen witte en zwarte school worden in Nederland gebruikt om de etnische samenstelling van scholen in het primair en voortgezet onderwijs te beschrijven. Een zwarte school wordt in Vlaanderen ook wel concentratieschool genoemd.

## Definitie
De termen zijn opgekomen in de jaren '70 en zijn op verschillende wijzen gebruikt. Er bestaat geen officiële definitie van een witte of zwarte school. Wel zijn er meerdere officieuze definities in omloop.
De meest gebruikte definitie is gebaseerd op het percentage culturele minderheden. Culturele minderheden zijn daarbij leerlingen waarvan ten minste één ouder geboren is in de Molukken, Suriname, Aruba, Nederlandse Antillen, Zuid-Europa of omstreken (Turkije, Griekenland, Italië, Spanje, Portugal, voormalig Joegoslavië, Marokko, Tunesië of Kaapverdië) of een ander niet-Engelstalig land buiten Europa (exclusief Indonesië), of die is toegelaten op basis van de Vreemdelingenwet.. In 2003 bijvoorbeeld definieerde het CBS een school als "zwart" indien meer dan 60% van de leerlingen tot een culturele minderheid behoorde, "gemengd" als dat tussen de 30% en 60% lag, en "wit" als dat 30% of minder was. Deze definitie is later ook door verschillende media gebruikt.
Een andere definitie gaat uit van het percentage leerlingen met een niet-Westerse migratieachtergrond. Een niet-westerse migratieachtergrond wil daarbij zeggen dat de leerling zelf, of ten minste een van de ouders, geboren is in een land in Afrika, Latijns-Amerika of Azië (exclusief Indonesië en Japan). In 2006 bijvoorbeeld definieerde het CBS een school als "zwart" indien meer dan 50% van de leerlingen een niet-Westerse migratieachtergrond had en als "wit" indien dat 50% of minder was.

### Internationale school
Omdat er tegenwoordig in de grote steden ook voor kortere werkgerelateerde perioden aantallen mensen met een migratieachtergrond verblijven uit bijvoorbeeld landen als België, Duitsland, Frankrijk, het Verenigd Koninkrijk, Japan, Rusland of de Verenigde Staten, bestaan er ook internationale scholen. Deze scholen worden normaliter niet tot de zwarte scholen gerekend.

## Onderwijssegregatie
Scholen in het speciaal onderwijs met een hoog percentage culturele minderheden kunnen exta materiële bekostiging krijgen. Sinds 2019 speelt ook in het regulier onderwijs het geboorteland van de ouders mee voor de bekostiging.
Niettemin geven sommige ouders de voorkeur aan een witte school buiten de buurt vanwege de (vermeende) hogere kwaliteit. Dit wordt ook wel de witte vlucht genoemd (naar het Engelse white flight). Indien een groot aantal ouders de buurtschool ontvlucht, kan dit bijdragen aan onderwijssegregatie.
Enkele gemeentes trachten onderwijssegregatie te verminderen met behulp van een spreidingsbeleid. In Nederland gaat het om Nijmegen en Deventer wat betreft het basisonderwijs en om Amsterdam wat betreft het basis- en voortgezet onderwijs. Ook Den Haag, Utrecht en Rotterdam passen een beperkt spreidingsbeleid toe.